# 第八世鲁迦堪布
第八世鲁迦堪布（1953年—1958年10月）法名未详，青海省乐都县马营乡北坪村人。第八世鲁迦堪布。

## 生平
他是继第七世鲁迦堪布丹增嘉措之后的第八世鲁迦堪布。1953年出生。4岁时，由互助县佑宁寺土观活佛认定为第七世鲁迦堪布的转世灵童，1957年12月（农历十月十五日）正式迎请坐床。1958年9月，被送回娘家，同年10月圆寂。 